# Ytter-Vikna
Ytter-Vikna (też Ytre Vikna) – największa spośród wysp archipelagu Vikna w Norwegii. 54. co do wielkości wyspa w kraju, o powierzchni 85,103 km². Administracyjnie należy do gminy Nærøysund w regionie Trøndelag. 
Na wyspie położone są miejscowości Austafjord i Valøya. Znajduje się na niej również farma wiatrowa Ytre Vikna vindpark, uruchomiona w 2012 roku. Składa się ona z 17 wiatraków o łącznej zainstalowanej mocy 39MW i rocznej produkcji 120 GWh.